# Taiskirchen im Innkreis
Taiskirchen im Innkreis è un comune austriaco situato nell'Alta Austria di 2.407 abitanti (al 1º gennaio 2018). Taiskirchen è parte del distretto di Ried im Innkreis e ha lo stato di un comune mercato (di una cosiddetta Marktgemeinde come si dice nella lingua amministrativa austriaca).

## Geografia
Taiskirchen im Innkreis si trova a un'altitiudine di 475 metri sul mare ed è situato a circa 25 chilometri dal confine tedesco nella cosiddetta Innviertel, una striscia di terra che si estende da Passavia fino al confine settentrionale del Salisburghese ed è situato a est dei fiumi Inn e Salzach. Taiskirchen si estende per circa 7,6 chilometri da est a ovest e ci sono circa 7,7 chilometri dal confine nord al confine sud del comune. La maggior parte del territorio di Taiskrichen è collinoso. 13,7 % dell'area di Taiskirchen sono ricoperti di bosco. 79,4 % sono usati dall'agricoltura.

## Storia
Fino a 1779 il territorio di Taiskirchen appartenne al ducato di Baviera. La guerra di successione bavarese scoppiò nel 1778 perché il principe Massimiliano III di Baviera che morì nel 1777 non aveva avuto figli. Dovuto a relazioni di parentela l’Austria reclamò la Bassa Baviera. Nel maggio 1779 il Trattato di Teschen finì la Guerra di successione bavarese. In questo Trattato Maria Teresa d'Asburgo restituì la Bassa Baviera a Carlo IV Teodoro l‘erede del trono bavarese, ma mantenne la cosiddetta Innviertel, la striscia di terra di 2.200 km² presso il bacino del fiume Inn, con una popolazione di 120.000 abitanti, che contiene anche il comune di Taiskirchen per l’Austria. Così dal 1779 il comune di Taiskirchen appartiene all’Austria.